# Geestgottberg
Geestgottberg este o comună din landul Saxonia-Anhalt, Germania.